# فريد ريمون أنتوني
فريد ريمون أنتوني (مواليد عام 1933 في فريتاون) كاتب وشاعر سيراليوني لبناني من أدباء المهجر اللبناني في إفريقيا.
ولد فريد أنتوني في فريتاون بالسيراليون، لأبوين من أصل لبناني.
كتب فريد أنتوني العديد من الكتب، بما في ذلك قصص حول سيراليون (ISBN 0948193905).
غادر فريد سيراليون في عام 1991 مع زوجته السيدة جوان المولودة في اجلترا، واستقرا في إنجلترا.
ثم انشغل في دراسة القانون لممارسة المهنة في نقابة المحامين باللغة الإنجليزية، ولكن بدلاً من بقائه في نقابة المحامين، عمل كمستشار للهجرة، ونشر في عام 1996 كتابًا بعنوان «أسئلة وأجوبة عن الهجرة في بريطانيا».

## الوفاة
بعد صفحات طويلة تدور رحاها عن قصص حول سيراليون أغنت الخزانة الأدبية بملامح من النوستالجيا عن سيراليون وغرب إفريقيا، وبعد كتاب حول المهجرة البريطاني، الذي أنجزه بعد استقراره في بريطانيا، مولد زوجته وشريكة حياته، السيدة «جوان» الذي ختمه بعنوان «أسئلة وأجوبة عن الهجرة في بريطانيا».
توفي فريد في جيلينغهام كينت في المملكة المتحدة في سبتمبر عام 2015.